# Joan Gale Robinson
Joan Gale Robinson, nata Thomas (Gerrards Cross, 10 febbraio 1910 – King's Lynn, 20 agosto 1988), è stata una scrittrice e illustratrice britannica, specializzata in romanzi e racconti per bambini e ragazzi. Nel corso della sua carriera ha pubblicato una trentina di libri, spaziando da storie per bambini fino a romanzi per ragazzi e giovani adulti.

## Biografia
Seconda di quattro figli, nasce a Gerrards Cross, nel Buckinghamshire. Da giovane intraprende studi artistici presso il Chelsea Illustrators Studio di Londra e dopo avere illustrato libri di altri autori, nel 1939 pubblica il suo primo libro A Stands for Angel rivolto ai più piccoli, che illustra personalmente e che nel 1953 verrà pubblicato negli Stati Uniti col titolo A Is for Angel.
Nel 1941 sposa l'illustratore Richard Robinson e da quel momento pubblicherà le sue opere sia come Joan Gale Robinson, sia col cognome da nubile Thomas.
Nel 1953 scrive il primo volume della fortunata serie dedicata al personaggio di Teddy Robinson, ispirato all'orsacchiotto di peluche della figlia Deborah e nel 1957 pubblica Mary-Mary, primo libro di un'altra sua famosa serie.

## Influenze
Il suo romanzo Quando c'era Marnie (When Marnie Was There) del 1967 è uno dei 50 libri che più hanno influenzato l'opera dell'animatore giapponese Hayao Miyazaki. Dal romanzo nel 2014 lo Studio Ghibli ha tratto il film animato Quando c'era Marnie (思い出のマーニー?, Omoide no Marnie) diretto dal regista giapponese Hiromasa Yonebayashi.

## Opere
Lista parziale dei libri pubblicati:
- A stands for angel (1939)
- Charley (1969)
- Teddy Robinson (1953)
- Dear Teddy Robinson (1956)
- God of all things (1948)
- The happy year (1953)
- Mary-Mary (1957)
- More Mary-Mary (1958)
- Our father (1940)
- Seven days (1964)
- Teddy Robinson himself (1974)
- Teddy Robinson's book (1955)
- Ten little angels (1951)
- Where is God? (1957)
- Quando c'era Marnie (When Marnie Was There) (1967)